# Aeroportul Nantong Xingdong
Aeroportul Nantong Xingdong (IATA: NTG, ICAO: ZSNT) este un aeroport din Tongzhou District⁠(d), Nantong⁠(d), Jiangsu, Republica Populară Chineză ce deservește zona Nantong⁠(d). Aeroportul a fost tranzitat în 2022 de 1.718.561 de pasageri. A fost numit după zona deservită.
Aeroportul dispune de o singură pistă.